# Ljoebov Iljoesjetsjkina
Ljoebov Ivanovna Iljoesjetsjkina (Russisch: Любовь Ивановна Илюшечкина) (Moskou, 5 november 1991) is een in Rusland geboren Canadees kunstschaatsster die actief is als paarrijdster. Ze schaatste eerder met Nodari Maisoeradze en Dylan Moscovitch, en van 2019 tot 2020 met Charlie Bilodeau.

## Biografie

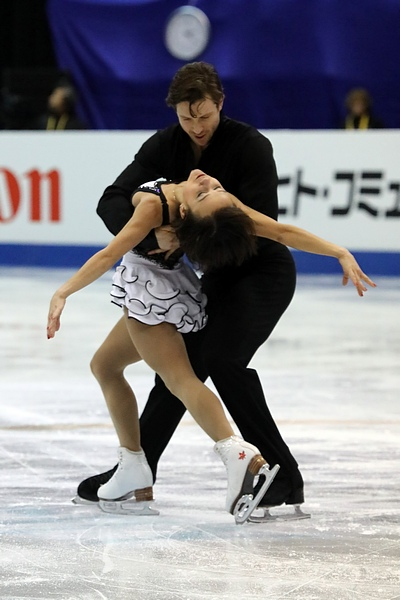
Iljoesjetsjkina en haar voormalige partner Dylan Moscovitch (2018)

Iljoesjetsjkina was vier of vijf jaar oud toen ze op de natuurijsbaan naast haar kleuterschool (in Moskou) begon met kunstschaatsen. Haar coach Ljoebov Fedosjtsjenko stelde voor om over te stappen op het paarrijden, en nam haar in 2006 mee naar Sint-Petersburg om te trainen onder de supervisie van de Russische kunstschaatscoach Natalja Pavlova.
Ze trainde vanaf april 2006 met schaatspartner Nodari Maisoeradze. Hoewel ze aanvankelijk sceptisch was, besloot Pavlova toch het paar te coachen; ze had immers op dat moment geen leerlingschaatsers en was onder de indruk van de inzet en het doorzettingsvermogen van Iljoesjetsjkina en Maisoeradze. In september 2006 verhuisde Pavlova naar Moskou en het paar volgde haar. Het duo nam twee keer deel aan de WK voor junioren. In 2008 werden Iljoesjetsjkina en Maisoeradze tweede en in 2009 wonnen ze de wereldtitel. Het seizoen 2008/09 was overigens hun succesvolste jaar, want ze werden vijfde bij de EK en kwalificeerden zich voor de WK. Door een blessure aan Maisoeradze's hand moesten ze zich hier echter voor terugtrekken. In maart 2012 beëindigden ze de samenwerking.
In de zomer van 2012 schaatste Iljoesjetsjkina kort met de Fransman Yannick Kocon. Zij ging later verder met de Canadees Dylan Moscovitch. Ze hebben vier keer deelgenomen aan de 4CK, met als beste prestatie de bronzen medaille in 2017. Van hun drie deelnames aan de WK was de zesde plek op de WK in 2017 de hoogste notering. Ter voorbereiding op het olympische seizoen ontving Iljoesjetsjkina, die samenwoont, in september 2017 haar Canadese paspoort, alleen kwalificeerde het paar zich niet voor de Olympische Winterspelen in Pyeongchang. Moscovitch beëindigde in april 2018 zijn sportieve carrière. Iljoesjetsjkina meldde in juni 2018 dat ze zich aansloot bij het Cirque du Soleil.
Sinds begin 2019 schaatste ze met Charlie Bilodeau. Het duo werd derde op het NK en zevende op het 4CK. Bilodeau stopte in april 2020 met schaatsen.

## Belangrijke resultaten
2006-2012 met Nodari Maisoeradze (voor Rusland uitkomend), 2014-2018 met Dylan Moscovitch, 2019/20 met Charlie Bilodeau (voor Canada uitkomend)
| Kampioenschap                | 07/08  | 08/09  | 09/10         | 10/11         | 11/12         |               | 14/15         | 15/16         | 16/17         | 17/18         |               | 19/20         |
| ---------------------------- | ------ | ------ | ------------- | ------------- | ------------- | ------------- | ------------- | ------------- | ------------- | ------------- | ------------- | ------------- |
| Wereldkampioenschap          |        | t.z.t. |               |               |               | 13e           | 7e            | 6e            |               |               |               |               |
| Europees kampioenschap       |        | 5e     |               |               |               |               |               |               |               |               |               |               |
| Viercontinentenkampioenschap |        |        |               |               |               | 6e            | 5e            | Brons         | 4e            | 7e            |               |               |
| Grand Prix-finale            |        |        |               | 4e            |               |               |               |               |               |               |               |               |
| Nationaal kampioenschap      | 4e     | Brons  | 4e            | 5e            | 6e            | Zilver        | Brons         | Zilver        | 4e            | Brons         |               |               |
| WK junioren                  | Zilver | Goud   | geen deelname | geen deelname | geen deelname | geen deelname | geen deelname | geen deelname | geen deelname | geen deelname | geen deelname | geen deelname |
| Junior Grand Prix-finale     |        | Goud   | geen deelname | geen deelname | geen deelname | geen deelname | geen deelname | geen deelname | geen deelname | geen deelname | geen deelname | geen deelname |
| NK junioren                  | Zilver |        | geen deelname | geen deelname | geen deelname | geen deelname | geen deelname | geen deelname | geen deelname | geen deelname | geen deelname | geen deelname |

t.z.t. = trokken zich terug